# Dietrich Lohmann
Dietrich Lohmann (* 9. März 1943 in Schnepfenthal, Thüringen; † 13. November 1997 in Duarte, Kalifornien, USA) war ein deutscher Kameramann.

## Leben
Dietrich Lohmann wuchs in Berlin auf, wo er sein Abitur machte. An der Fachschule für Optik und Fototechnik erhielt er seine Ausbildung zum Kamera-Assistenten. 1967 wurde er Assistent bei Kameramann Thomas Mauch und arbeitete in dieser Funktion an einigen frühen Produktionen des Neuen Deutschen Films mit.
Bei Ula Stöckls Regiedebüt Neun Leben hat die Katze gab Lohmann ungenannt neben Thomas Mauch seinen Einstand als Kameramann bei einem Langfilm. In den folgenden Jahren wurde Lohmann zu einem der wichtigsten Kameramänner des Neuen Deutschen Films, dessen Stil er entscheidend prägte. Insbesondere Rainer Werner Fassbinder arbeitete anfangs häufig mit ihm zusammen. Zunächst schwarzweiß filmend, blieben auch seine späteren Farbaufnahmen kühl zurückhaltend, oft scheinbar amateurhaft falsch belichtet und nicht dem vordergründigen Handlungsablauf folgend. 
Ab 1971 lehrte er als Dozent an der Deutschen Film- und Fernsehakademie Berlin und an der Dokumentar-Abteilung der Hochschule für Fernsehen und Film München. Seit 1978 stand Lohmann vor allem für das österreichische Fernsehen hinter der Kamera, insbesondere bei den Folgen von Peter Patzaks Krimiserien-Parodie Kottan ermittelt.
1986 wurde er als Kameramann für die 12-teilige amerikanische Fernsehserie Feuersturm und Asche (War and Remembrance) ausgewählt, wodurch er sich in der amerikanischen Filmwelt einen Namen machte. 1990 ließ er sich in Los Angeles nieder und drehte dort einige Hollywood-Produktionen wie Deep Impact (1998). Dieser Film, der auch sein berühmtester wurde, war seine letzte Arbeit in seiner Karriere. Dietrich Lohmann starb kurz darauf an Leukämie, die er während seiner Arbeit im Film bekam, bevor der Film endgültig fertiggestellt und gezeigt wurde, drei Wochen nachdem er seine Arbeit in dem Film endgültig beendet hatte. In Erinnerung an seine Arbeit wurde Dietrich Lohmann nach seinem Tod im Film entsprechend gehuldigt.
Er war verheiratet und hatte eine Tochter.

## Auszeichnungen
- 1970: Filmband in Gold für seine Kameraarbeit bei Ein großer graublauer Vogel, Katzelmacher, Liebe ist kälter als der Tod und Götter der Pest.
- 1989: Emmy-Nominierung für Feuersturm und Asche
- 1989: ASC Award für Feuersturm und Asche

## Filmografie
- 1968: Lebenszeichen (Kameraassistenz)
- 1968: Letzte Worte (Kurzfilm; Kamera-Assistenz)
- 1968: Die Artisten in der Zirkuskuppel: ratlos (Kamera-Assistenz)
- 1968: Klaus (Kurzfilm)
- 1968: Neun Leben hat die Katze
- 1968: Maßnahmen gegen Fanatiker (Kurzfilm)
- 1968: Cardillac
- 1969: Ciao Onassis (Kurzfilm)
- 1969: Tana (Kurzfilm)
- 1969: Liebe ist kälter als der Tod
- 1969: Katzelmacher
- 1969: Baal (Fernsehfilm)
- 1969: Warum läuft Herr R. Amok?
- 1969–71: Willi Tobler und der Untergang der 6. Flotte
- 1969: Götter der Pest
- 1970: Der amerikanische Soldat
- 1970: Niklashauser Fart (Fernsehfilm)
- 1970: Weg vom Fenster
- 1970: Ein großer graublauer Vogel
- 1971: Rio das Mortes
- 1971: Pioniere in Ingolstadt (Fernsehfilm)
- 1971: Einer wird verletzt, träumt, stirbt und wird vergessen (Kurzfilm)
- 1971: Oberschüler (Kurzfilm)
- 1971: Jakob von Gunten (Fernsehfilm)
- 1971: Taxi bitte (Fernsehfilm)
- 1971: Land (Fernsehfilm)
- 1971: Akkord (Kurzfilm)
- 1972: Händler der vier Jahreszeiten
- 1972: Ludwig – Requiem für einen jungfräulichen König (Fernsehfilm)
- 1972: Harlis
- 1972/73: Acht Stunden sind kein Tag (Fernsehserie)
- 1972: Bremer Freiheit (Fernsehfilm)
- 1972: Wildwechsel (Fernsehfilm)
- 1972–74: Fontane Effi Briest
- 1973: Mona und der Sarg (Kurzfilm)
- 1973: Ich kann auch 'ne Arche bauen (Fernsehfilm)
- 1973: Die Wohngenossin (Fernsehfilm)
- 1974: Die letzten Tage von Gomorrha (Fernsehfilm)
- 1974: Karl May
- 1974: Am Rande der Autobahn
- 1974: Erdbeben in Chili (Fernsehfilm)
- 1975: Der letzte Schrei
- 1975: Winifred Wagner und die Geschichte des Hauses Wahnfried 1914–1975 (Dokumentation)
- 1975: Berlinger
- 1976: Vera Romeyke ist nicht tragbar
- 1976: Sprich mit mir wie der Regen (Kurzfilm)
- 1976: Bomber & Paganini
- 1976: Das Brot des Bäckers
- 1977: Der Mädchenkrieg
- 1977: Das Schlangenei (Zusatzaufnahmen)
- 1977: Nur ein kleines bißchen Liebe (Kurzfilm)
- 1977: Hitler, ein Film aus Deutschland
- 1977: Klaras Mutter (Fernsehfilm)
- 1977: Taugenichts
- 1978: Deutschland im Herbst
- 1978: Wien-Mitte (Fernsehserie Kottan ermittelt)
- 1978: H-Moll-Messe (Dokumentarfilm)
- 1978: Der Schneider von Ulm (Modellaufnahmen)
- 1978: Der Sturz
- 1978: Kassbach
- 1979: Santa Lucia (Fernsehfilm)
- 1979: Drohbriefe (Fernsehserie Kottan ermittelt)
- 1979: Milo Milo
- 1980: Die Reinheit des Herzens
- 1980: Soweit das Auge reicht
- 1980: Kaltgestellt
- 1980: Match (Fernsehfilm)
- 1981: Geld oder Leben (Fernsehfilm)
- 1981: Bekenntnisse des Hochstaplers Felix Krull (Fernseh-Fünfteiler)
- 1982: So long, Kottan (Fernsehserie Kottan ermittelt)
- 1982: Die Einteilung (Fernsehserie Kottan ermittelt)
- 1982: Kansas City (Fernsehserie Kottan ermittelt)
- 1982: Hausbesuche (Fernsehserie Kottan ermittelt)
- 1982: Fühlt wie du (Fernsehserie Kottan ermittelt)
- 1982: Phönix an der Ecke (Fernsehfilm)
- 1982–84: Liebe ist kein Argument
- 1983: Genie und Zufall (Fernsehserie Kottan ermittelt)
- 1983: Die Enten des Präsidenten (Fernsehserie Kottan ermittelt)
- 1983: Smoky und Baby und Bär (Fernsehserie Kottan ermittelt)
- 1983: Strawanzer
- 1983: Mein Hobby: Mord (Fernsehserie Kottan ermittelt)
- 1983: Der Kaiser schickt Soldaten aus (Fernsehserie Kottan ermittelt)
- 1983: Mabuse kehrt zurück (Fernsehserie Kottan ermittelt)
- 1984: Unerreichbare Nähe
- 1984: Rainhard Fendrich: Elf Titel (Fernsehfilm)
- 1984: Liebe läßt alle Blumen blühen
- 1984: Die Försterbuben (Fernsehfilm)
- 1985: Väter und Söhne (Fernseh-Vierteiler)
- 1985: Rudolfsee (Fernsehfilm)
- 1986: Der Aufstand (Fernsehfilm)
- 1987: Der Joker
- 1987: Feuersturm und Asche (War and Remembrance, Fernsehserie)
- 1988: Gesprengte Ketten – Die Rache der Gefangenen (The Great Escape II: The Untold Story)
- 1989: Zwei Frauen
- 1989: Carl Anton Postl aus Poppitz bei Znaim / Charles Sealsfield (Fernsehdokumentation)
- 1990: Das serbische Mädchen
- 1990: The Rose and the Jackal (Fernsehfilm)
- 1990: Im Schatten (Silhouette)
- 1990: Dark Shadows (Fernsehfilm)
- 1991: Geliebte Milena
- 1991: Ted & Venus
- 1991: Wedlock / Deadlock (Fernsehfilm)
- 1991: Knight Moves – Ein mörderisches Spiel (Knight Moves)
- 1992: Salz auf unserer Haut
- 1993: … und der Himmel steht still (The Innocent)
- 1993: Mein Freund, der Entführer (Me and the Kid)
- 1994: Color of Night
- 1994: Die Maschine (La machine)
- 1995: Eine Couch in New York
- 1996: Snakes & Ladders
- 1996: In the Lake of the Woods
- 1997: The Way We Are (Quiet Days in Hollywood)
- 1997: Projekt: Peacemaker (Peacemaker)
- 1998: Deep Impact